# Magyarországi határátkelőhelyek listája

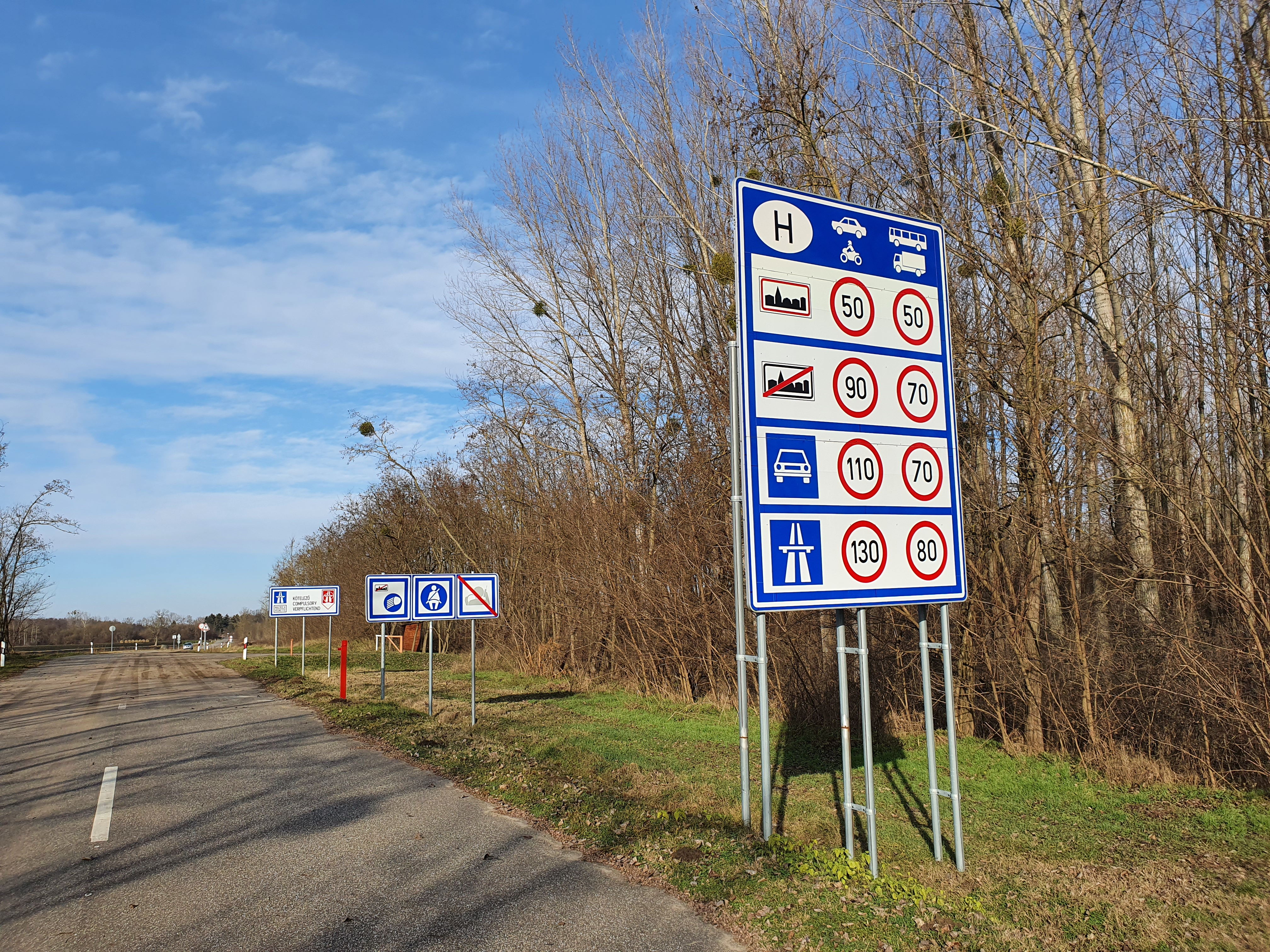
Közúti jelzőtábláktáblák Magyarország és Románia határán Ömböly mellett, amelyet Románia schengeni övezethez történő csatlakozásával nyitottak meg, 2025.01.01.-én

Magyarország és a környező államok közötti közúti és vasúti határátkelőhelyek listája. Magyarországgal határos Ausztria, Szlovákia, Ukrajna, Románia, Szerbia, Horvátország és Szlovénia.

## A schengeni övezeten belül (határellenőrzés nélkül)

### Magyarország – Szlovákia

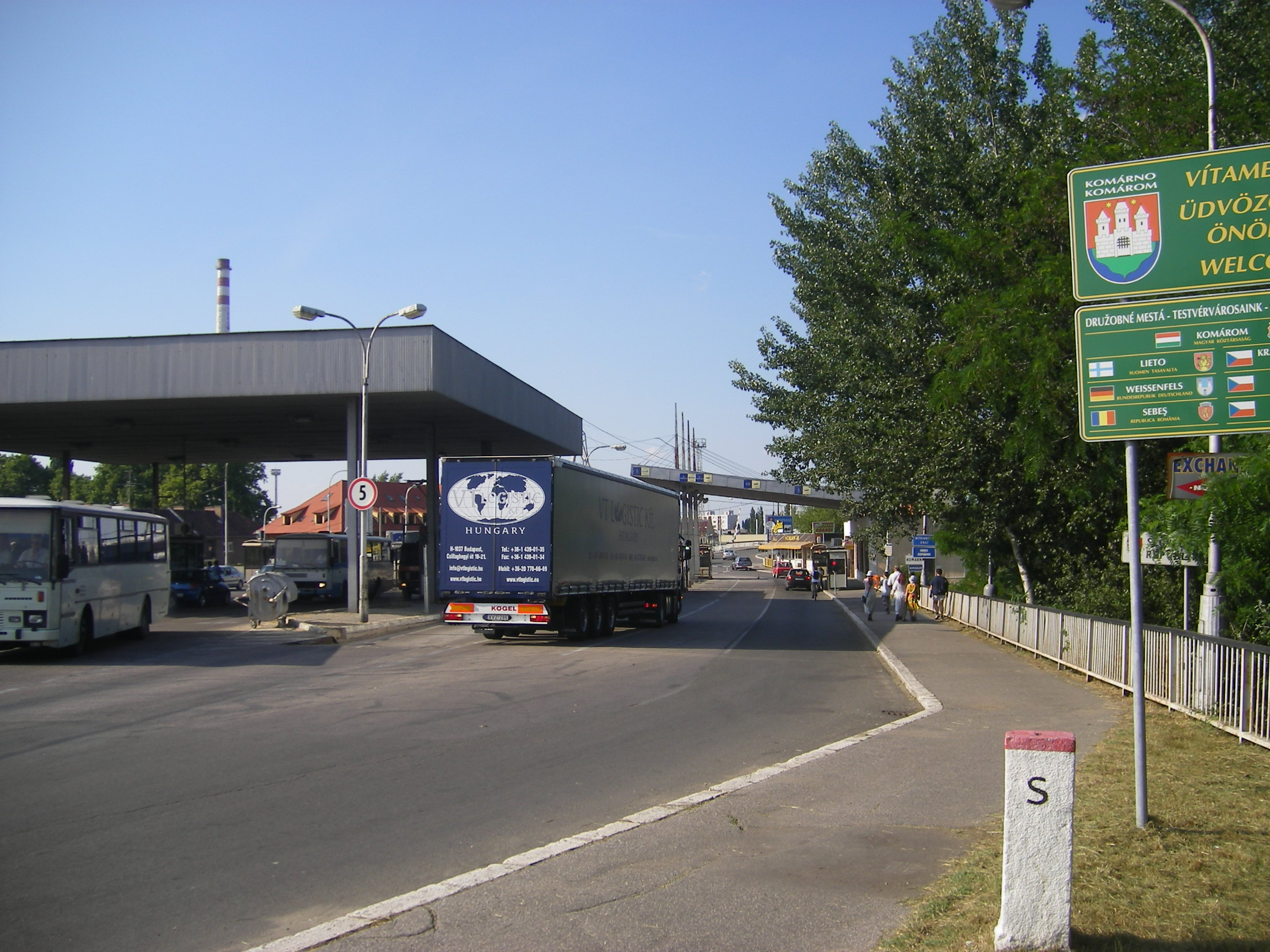
Határállomás Komárom városközpontjában 2007 nyarán

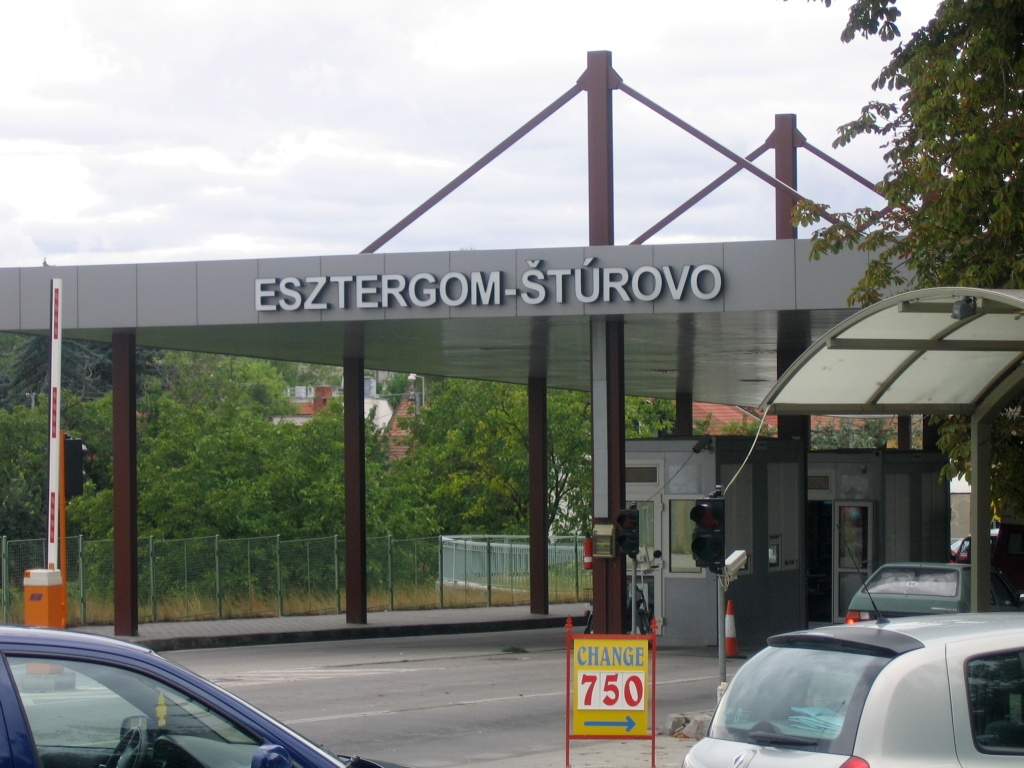
Egykori határállomás Párkányban

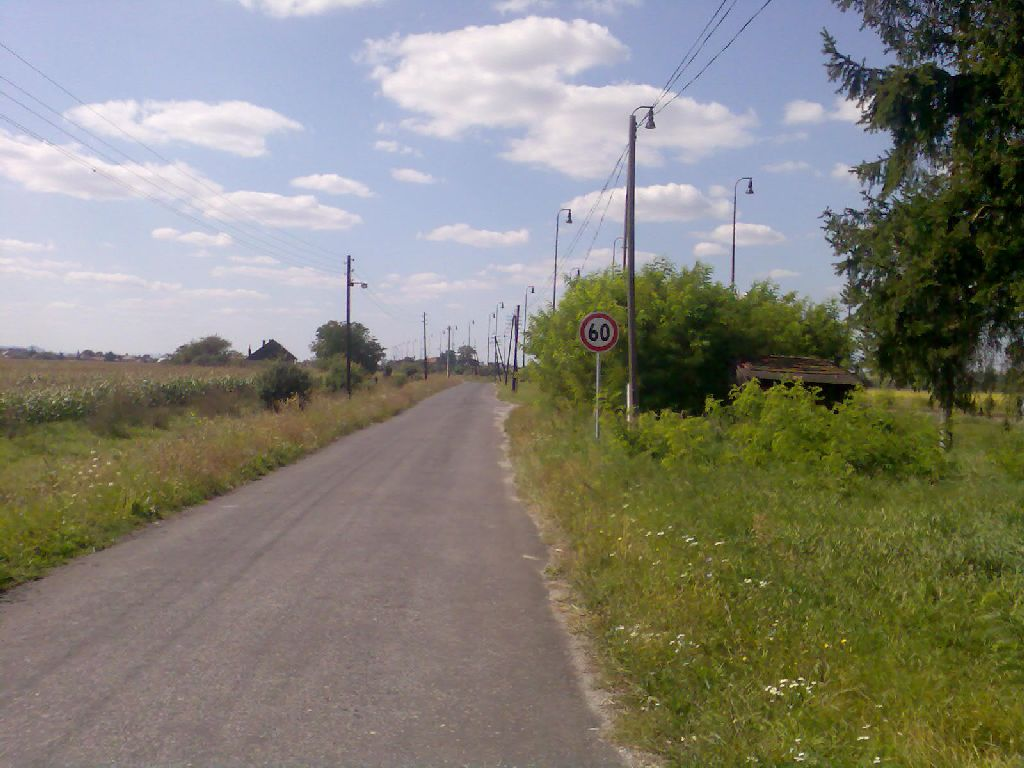
A Bánréve és Sajólénártfalva közötti újra átjárható út

Közúti határátkelők
| Határátkelő                  | Szomszédos település                      | Átkelő típusa                | Nyitás éve                         | Nyitva (0-24) | Megjegyzés                                               |
| ---------------------------- | ----------------------------------------- | ---------------------------- | ---------------------------------- | ------------- | -------------------------------------------------------- |
| Rajka                        | Dunacsún, Pozsonyi kerület (P)            | M15 – D2 autópálya, E65, E75 | 1998                               | *             |                                                          |
| Rajka                        | Oroszvár (P)                              | 150-es főút                  |                                    | *             | csak 3,5 t-ig                                            |
| Lipót                        | Bős, (Nagyszombati kerület)               | komp                         | 2013. július 26.                   | -             | menetrend szerint                                        |
| Vámosszabadi                 | Medve, (Nagyszombati kerület)             | 14-es főút,E575              |                                    | *             |                                                          |
| Komárom                      | Révkomárom, (Nyitra kerület)              | Monostori híd                | 2020. szeptember 17.               | *             |                                                          |
| Komárom                      | Révkomárom, (Nyitrai kerület)             | 13-as főút                   |                                    | *             | csak 20 t-ig                                             |
| Neszmély                     | Dunaradvány, (Nyitrai kerület)            | komp                         | 2023                               | *             | menetrend szerint                                        |
| Lábatlan                     | Karva, (Nyitrai kerület)                  | komp                         | 2013                               | -             | menetrend szerint                                        |
| Esztergom                    | Párkány, (Nyitrai kerület)                | teherkomp                    | 2016                               | *             |                                                          |
| Esztergom                    | Párkány, (Nyitrai kerület)                | Mária Valéria híd            | 1944-ig, majd komp, 2001-től közút | *             | csak 3,5 t-ig                                            |
| Ipolydamásd                  | Helemba, (Nyitrai kerület)                | közút                        | 2023. július 28.                   |               | Ipoly-híd                                                |
| Letkés                       | Ipolyszalka, (Nyitrai kerület)            | közút                        | 1994                               | *             | csak 3,5 t-ig                                            |
| Vámosmikola                  | Ipolypásztó, (Nyitrai kerület)            | közút                        |                                    | tervezett     | Ipoly-híd újjáépítés alatt                               |
| Tésa                         | Ipolyvisk, (Nyitrai kerület)              | helyi közút                  |                                    | *             | csak 3,5 t-ig                                            |
| Parassapuszta                | Ipolyság, (Nyitrai kerület)               | 2-es főút E77                |                                    | *             |                                                          |
| Drégelypalánk                | Ipolyhídvég                               | közút                        | 2024. január 12.                   | *             | Ipoly-híd                                                |
| Balassagyarmat               | Tótgyarmat, (Besztercebányai kerület) (B) | 222-es főút                  |                                    | *             |                                                          |
| Őrhalom                      | Ipolyvarbó (B)                            | közút                        | 2023. december 1.                  | *             | Ipoly-híd                                                |
| Pőstyénypuszta               | Petőpuszta (B)                            | közút                        | 2012. február 24.                  | *             | Katalin híd                                              |
| Rárós                        | Ráróspuszta (B)                           | közút                        | 2011. december 7.                  | *             | Madách híd, magyar oldalon 2011. október 11-én elkészült |
| Ipolytarnóc                  | Kalonda (B)                               | közút                        |                                    | *             | csak 3,5 t-ig                                            |
| Somoskőújfalu                | Sátorosbánya (B)                          | 21-es főút                   |                                    | *             |                                                          |
| Cered                        | Tajti, (Besztercebányai kerület) (B)      | közút                        | 2007                               | *             | csak 3,5 t-ig                                            |
| Bánréve                      | Sajólénártfalva (B)                       | helyi közút                  | 2007                               | *             | csak 3,5 t-ig                                            |
| Bánréve                      | Sajószentkirály (B)                       | 26-os főút                   |                                    | *             | csak 3,5 t-ig                                            |
| Aggtelek                     | Domica, Kassai kerület (K)                | közút                        |                                    | *             | csak 3,5 t-ig                                            |
| Tornanádaska                 | Bódvavendégi (K)                          | közút                        |                                    | *             | csak 3,5 t-ig                                            |
| Hidvégardó                   | Bódvavendégi (K)                          | helyi közút                  | 2007                               | *             | csak 3,5 t-ig                                            |
| Szemere                      | Buzita (K)                                | közút                        | 2007                               | *             | csak 3,5 t-ig                                            |
| Tornyosnémeti                | Migléc (K)                                | 3-as főút                    |                                    | *             |                                                          |
| Tornyosnémeti                | Migléc (K)                                | M30 – R4 (E71)               | 2018                               | *             |                                                          |
| Kéked                        | Abaújnádasd (K)                           | közút                        | 2011                               | *             | 2013. október 21-én az újjáépített közút átadva          |
| Abaújvár                     | Kenyhec (K)                               | közút                        | 2015                               | *             |                                                          |
| Hollóháza                    | Eszkáros (K)                              | közút                        | 2011                               | *             |                                                          |
| Sátoraljaújhely              | Újhely (K)                                | 37-es főút                   |                                    | *             |                                                          |
| Sátoraljaújhely Rákóczi utca | Újhely (K)                                | közút                        | 2011                               | *             | csak 3,5 t-ig                                            |
| Karos                        | Bodrogszerdahely (K)                      | közút                        | 2007                               | *             |                                                          |
| Pácin                        | Nagykövesd (K)                            | közút                        | 1995                               | *             | csak 3,5 t-ig                                            |
| Nagyrozvágy                  | Nagygéres (K)                             | közút                        | 2023. szeptember 26.               | *             |                                                          |
| Lácacséke                    | Perbenyik (K)                             | közút                        | 2011                               | *             | csak 3,5 t-ig                                            |
| Zemplénagárd                 | Nagytárkány (K)                           | közút                        | 2013                               | *             | csak 3,5 t-ig 2013. aug. 27-én felavatva                 |

Vasúti határátkelők
1. Rajka – Oroszvár
2. Komárom – Révkomárom
3. Szob – Helemba – Párkány (személyforgalom is)
4. Nógrádszakál – Bussa
5. Ipolytarnóc – Kalonda
6. Somoskőújfalu – Fülek
7. Bánréve – Sajólénártfalva
8. Hidasnémeti – Hernádcsány (személyforgalom is)
9. Sátoraljaújhely – Újhely

### Magyarország – Ausztria

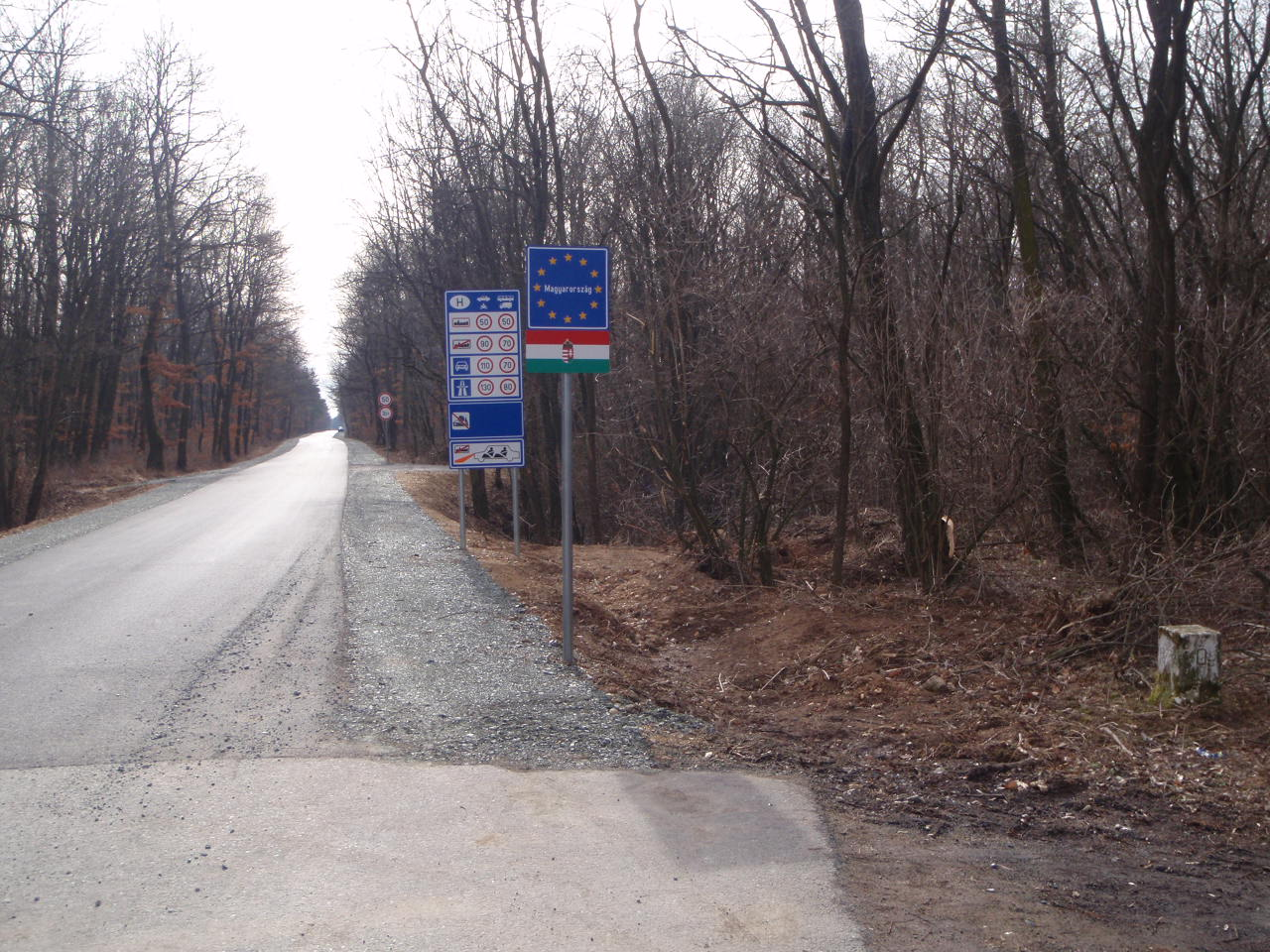
Und, 2007-ben megnyitott közúti kapcsolat, felújítva 2011-ben

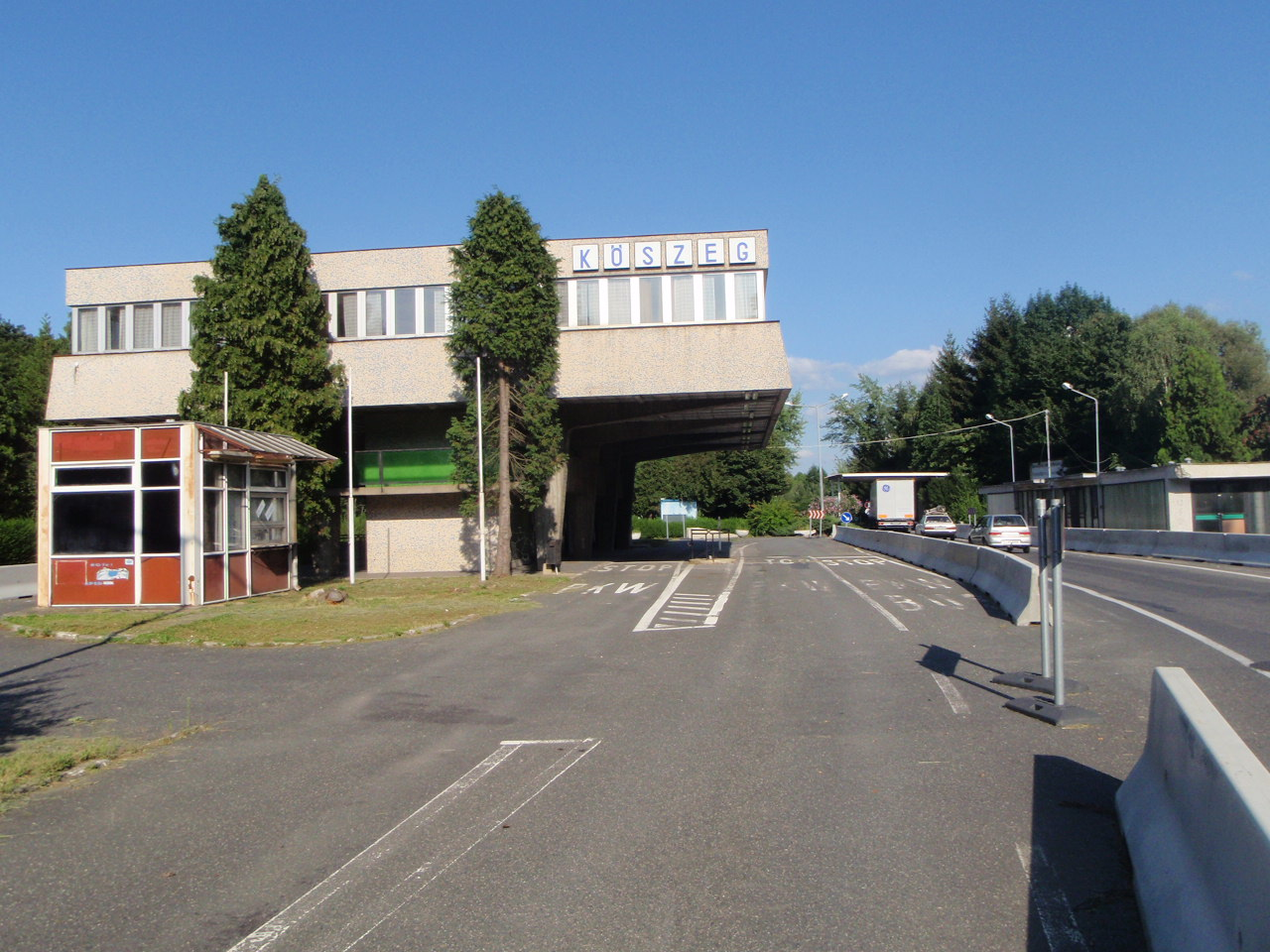
Kőszeg, 2007-ben bezárt osztrák-magyar határátkelőhely

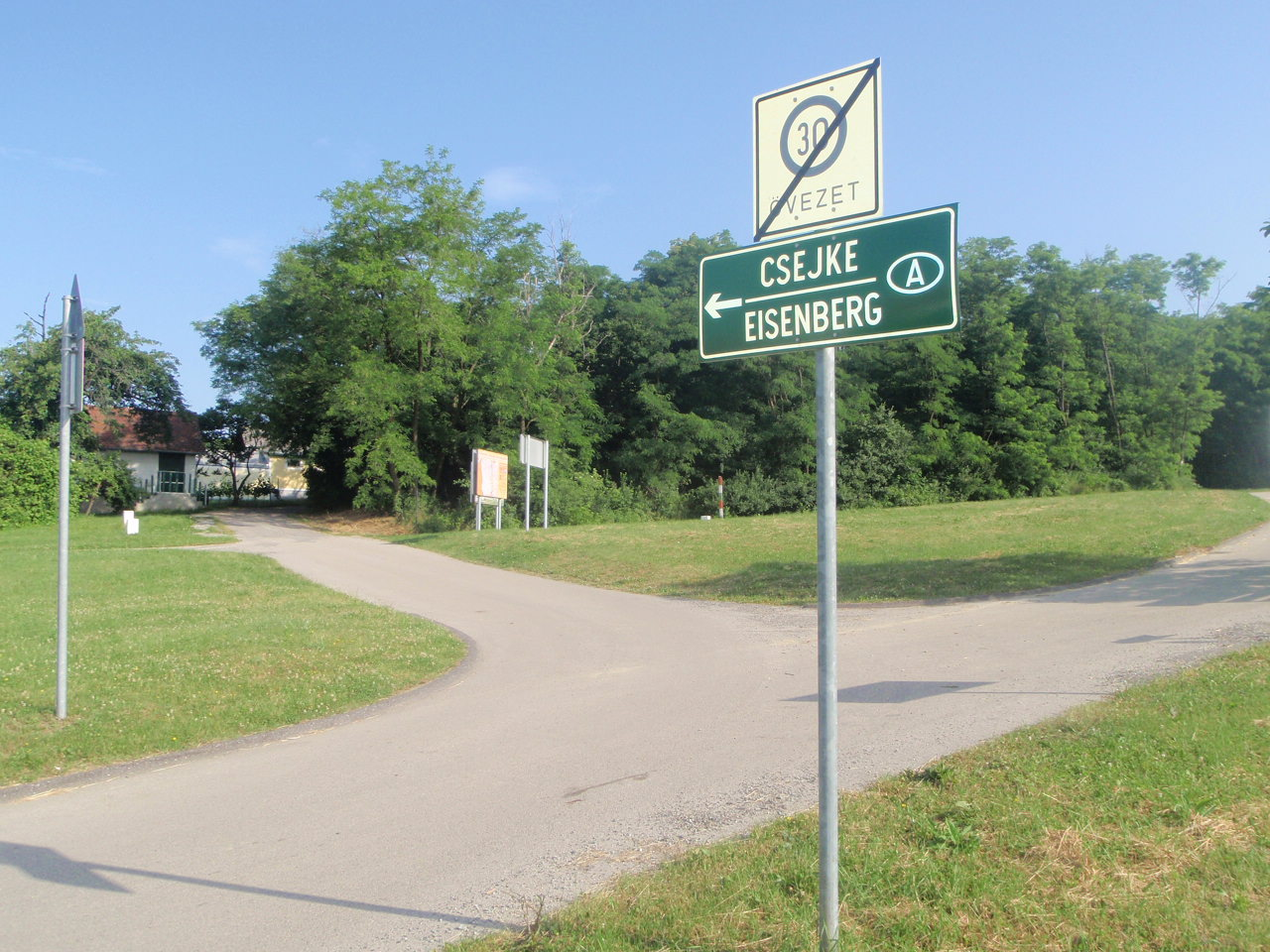
Vaskeresztes - Csejke helyreállított közúti kapcsolat a Vas-hegyen

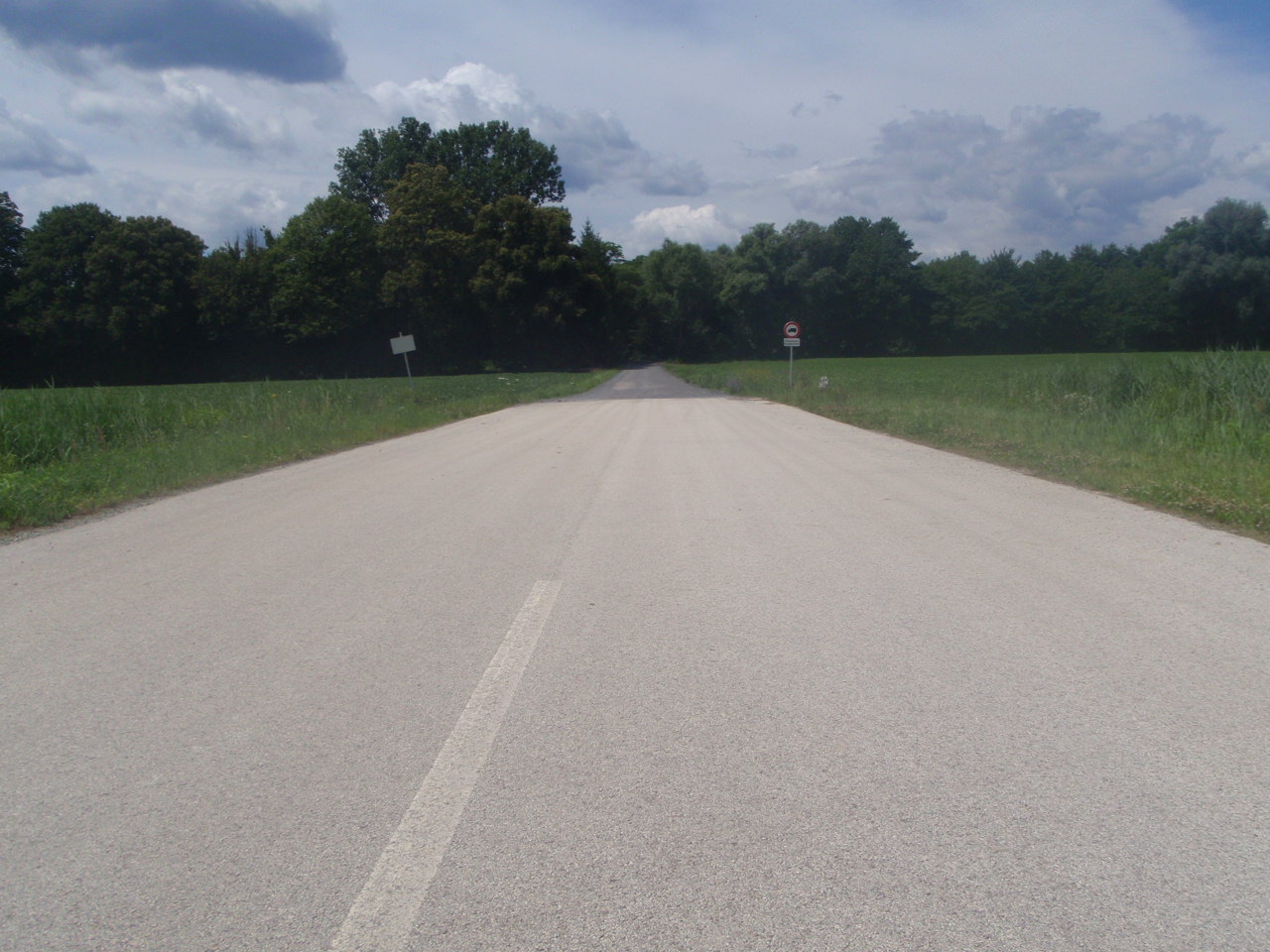
Horvátlövő-Németlövő helyreállított közúti kapcsolata, középütt a határ

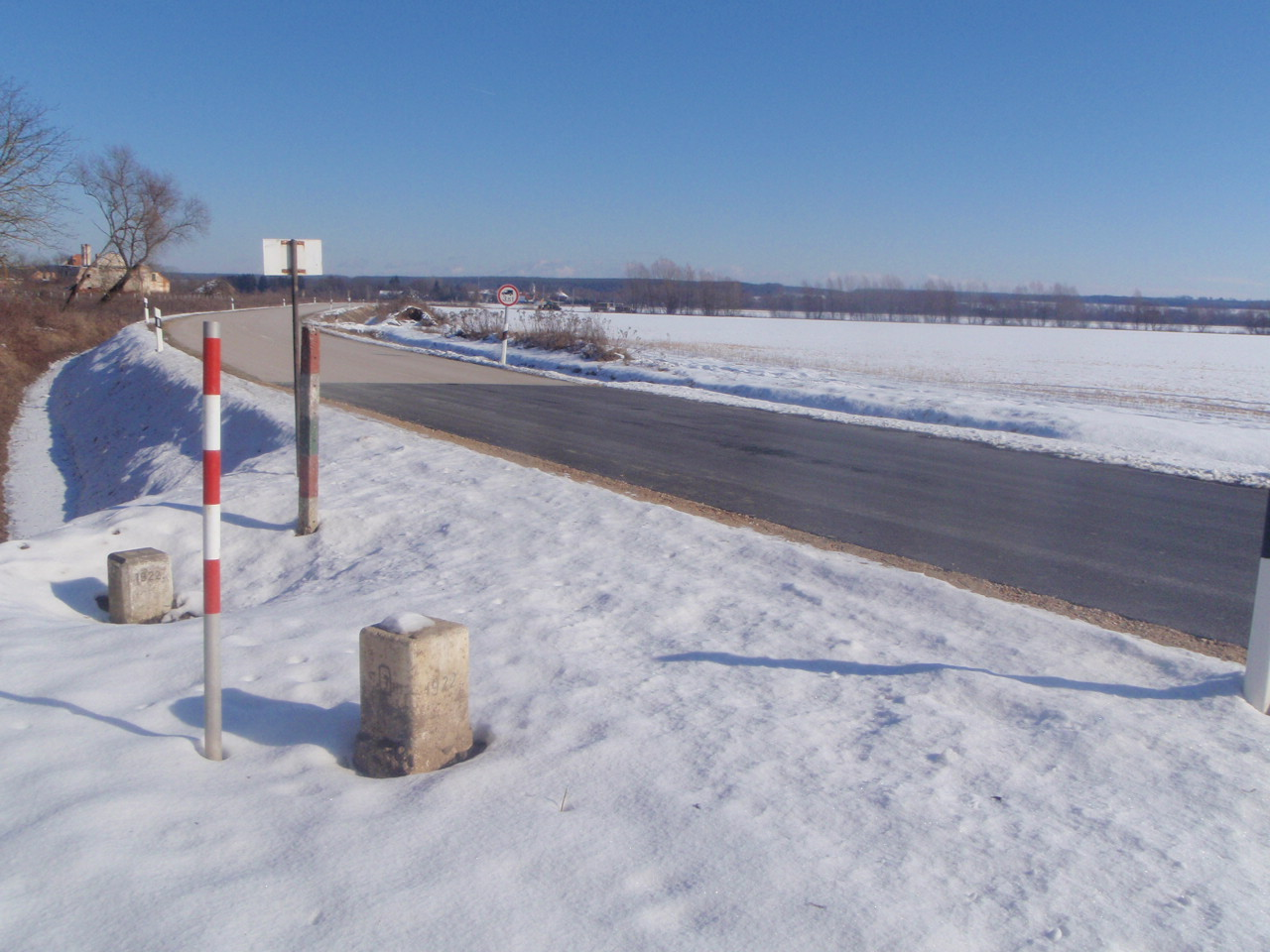
Pornóapáti - Németlövő helyreállított közúti kapcsolat a határmetszéssel

Közúti határátkelők
| Határátkelő                  | Szomszédos település         | Átkelő típusa                 | Nyitás éve             | Nyitva (0-24)                                                 | Megjegyzés |
| ---------------------------- | ---------------------------- | ----------------------------- | ---------------------- | ------------------------------------------------------------- | --- |
| Hegyeshalom                  | Miklóshalma (B)              | M1 – A4 autópálya (E60)       |                        | *                                                             | |
| Hegyeshalom                  | Miklóshalma (B)              | 1-es főút                     |                        | *                                                             | |
| Jánossomorja                 | Mosontarcsa (B)              | közút                         |                        | *                                                             | |
| Fertőd                       | Pomogy (B)                   | közút                         |                        | *                                                             | |
| Sarród                       | Pomogy (B)                   | kerékpárút                    | 2013                   | *                                                             | Mosonbánfalva - Pomogy kerékpárútra csatlakozik |
| Fertőrákos                   | Fertőmeggyes (B)             | közút                         |                        | *                                                             | csak gyalogos és kerékpáros, lovas |
| Fertőrákos                   | Szentmargitbánya (B)         | közút                         | 2007                   | *                                                             | kerékpáros és személygépkocsi, ismét felújítva 2013-ban |
| Sopron                       | Kelénpatak (B)               | 84-es főút                    |                        | *                                                             | 2019-ig csak 20 t-ig, 2019-től csak 7,5 t-ig |
| Ágfalva                      | Somfalva (B)                 | közút                         | 2007                   | –                                                             | 2007-től gyalogos és kerékpáros, 2011. szeptember 25-től közúti 3,5 t-ig 2015. március 31-től a megnövekedett ingázó forgalom kizárása érdekében a somfalvai temetőnél hétköznap 5–8 óra és 16–19 óra között zárva tart. |
| Ágfalva                      | Szikra (B)                   | közút                         | 2007                   | *                                                             | csak gyalogos és kerékpáros, lovas |
| Ágfalva                      | Fraknónádasd (B)             | közút                         | 2007                   | *                                                             | csak gyalogos és kerékpáros, lovas |
| Brennbergbánya               | Récény (B)                   | közút                         | 2007                   | *                                                             | csak gyalogos és kerékpáros, lovas |
| Harka                        | Sopronnyék (B)               | közút                         | 2007                   | *                                                             | 2009-től burkolt, közúti 3,5 t-ig |
| Harka                        | Sopronkeresztúr (B)          | közút                         | 2007                   | *                                                             | földút |
| Kópháza                      | Sopronkeresztúr (B)          | 861-es főút                   | 1985                   | *                                                             | 2019-től csak 7,5 t-ig |
| Sopronkövesd                 | Füles (B)                    | közút                         | 2007                   | *                                                             | |
| Und                          | Füles (B)                    | közút                         | 2007                   | *                                                             | a közút felújítva 2011 decemberében |
| Zsira                        | Locsmánd (B)                 | közút                         | 2018. június 8.        | *                                                             | magyar oldalon 2012 októberében elkészült a 2x1 sávos út, osztrák oldalon 2018. június 8-án avatták fel a csatlakozó új utat                                                                                             |
| Zsira, Locsmándi utca        | Locsmánd, Thermenplatz       | gyalog, kerékpár              | 2004                   | *                                                             | 2004 és 2018. június 8. között gépjármű forgalom, jelenleg gyalogos és kerékpáros |
| Kőszeg                       | Rőtfalva (B)                 | M87-es autóút – S31-es autóút | 2020. november 26.     | *                                                             | első ütemben 87-es főútként épült ki |
| Kőszeg                       | Rőtfalva (B)                 | 87-es főút                    |                        | ideiglenesen lezárva 2020. november 26-tól 2021. június 30-ig | Az új átkelő átadásával egyidőben további útépítési munkák miatt lezárásra került |
| Bozsok                       | Rohonc (B)                   | közút                         | 1991                   | *                                                             | a teherforgalom csak 2 t-ig |
| Bucsu                        | Rohonc (B)                   | közút                         | 2007                   | *                                                             | egynyomú földút, újjáépítése tervezés alatt |
| Bucsu                        | Csajta (B)                   | 89-es főút                    | 1949-ig, majd 1976-tól | *                                                             | |
| Narda                        | Csém (B)                     | közút                         | 2007                   | *                                                             | 2013. október 19-től csak 3,5 t-ig |
| Vaskeresztes - Vas-hegy      | Csejke (B)                   | közút                         | 2007                   | *                                                             | csak 3,5 t-ig |
| Horvátlövő                   | Németlövő (B)                | közút                         | 2007                   | *                                                             | csak 3,5 t-ig |
| Pornóapáti                   | Németlövő (B)                | közút                         | 2007                   | *                                                             | a teherforgalom csak 3,5 t-ig |
| Pornóapáti                   | Beled (B)                    | közút                         | 2007                   | *                                                             | a teherforgalom csak 3,5 t-ig |
| Szentpéterfa                 | Monyorókerék (B)             | közút                         | 1991                   | *                                                             | |
| Szentpéterfa                 | Nagysároslak (B)             | közút                         | 2007                   | *                                                             | |
| Pinkamindszent               | Szentkút (B)                 | közút                         | 2004                   | *                                                             | |
| Nemesmedves                  | Zsámánd (B)                  | közút                         | 2007                   | *                                                             | csak gyalogos és kerékpáros, lovas |
| Rönök                        | Borosgödör (B)               | közút                         | 2007                   | *                                                             | csak gyalogos és kerékpáros, lovas |
| Szentgotthárd-Rábafüzes      | Rábakeresztúr (B)            | 8-as főút – B65-ös főút (E66) |                        | *                                                             | |
| Szentgotthárd Ipari Park     | Rábakeresztúr Ipari Park (B) | közút                         | 1997                   | *                                                             | |
| Szentgotthárd – Hunyadi utca | Nagyfalva (B)                | közút                         | 2007                   | *                                                             | csak 5 t-ig, külön kerékpárút épült |
| Szentgotthárd-Rábafüzes      | Rábakeresztúr (B)            | M80-as autóút – S7-es autóút  | 2022                   | tervezett                                                     | a magyar M80-as autóút és az osztrák S7-es autóút kiépítését követően |
| Alsószölnök                  | Farkasdifalva                | közút                         |                        |                                                               | |

Vasúti határátkelők
1. Hegyeshalom – Miklóshalma: Bécs-Budapest-vasútvonal
2. Fertőújlak – Pomogy: Fertőszentmiklós-Pomogy-Nezsider-vasútvonal
3. Sopron – Sopronkertes/Somfalva: Győr–Sopron–Ebenfurt-vasútvonal
4. (Sopron) - Ágfalva – Lépesfalva: Sopron-Nagymarton-Bécsújhely-vasútvonal
5. (Sopron) - Harka - Sopronkeresztúr: Sopron-Felsőlászló-vasútvonal
6. Szentgotthárd – Gyanafalva: Szombathely-Graz-vasútvonal
7. Szentgotthárd – Rábakeresztúr: gazdasági vasút, Ipari Park - Szombathely–Szentgotthárd-vasútvonal

### Magyarország – Szlovénia
Közúti határátkelők
| Határátkelő       | Szomszédos település             | Átkelő típusa                          | Nyitás éve             | Nyitva (0-24) | Megjegyzés                                                                                  |
| ----------------- | -------------------------------- | -------------------------------------- | ---------------------- | ------------- | ------------------------------------------------------------------------------------------- |
| Felsőszölnök      | Magasfok, Muraszombati járás (M) | közút                                  | 1992                   | *             |                                                                                             |
| Kétvölgy          | Kerkafő, Muraszombati járás (M)  | közút                                  | 2001                   | *             |                                                                                             |
| Bajánsenye        | Őrihodos (M)                     | közút                                  | 1947-ig, majd 1975-től | *             | csak 7,5 t-ig                                                                               |
| Magyarszombatfa   | Pártosfalva (M)                  | közút                                  | 2004                   | *             | csak 7,5 t-ig                                                                               |
| Nemesnép          | Kebeleszentmárton (M)            | közút                                  | 1997                   | *             |                                                                                             |
| Rédics            | Hosszúfalu (M)                   | 86-os főút                             |                        | *             |                                                                                             |
| Rédics            | Göntérháza (M)                   | közút                                  | 2014                   | *             | 2014. október 14-én megnyitva a 74192. jelű Rédics-Göntérháza összekötő út visszaépítésével |
| Tornyiszentmiklós | Pince (M)                        | közút                                  | 2004                   | *             | csak 3,5 t-ig                                                                               |
| Tornyiszentmiklós | Pince (M)                        | M70 autópálya – A5-ös autópálya (E653) | 2005                   | *             |                                                                                             |

Vasúti határátkelők

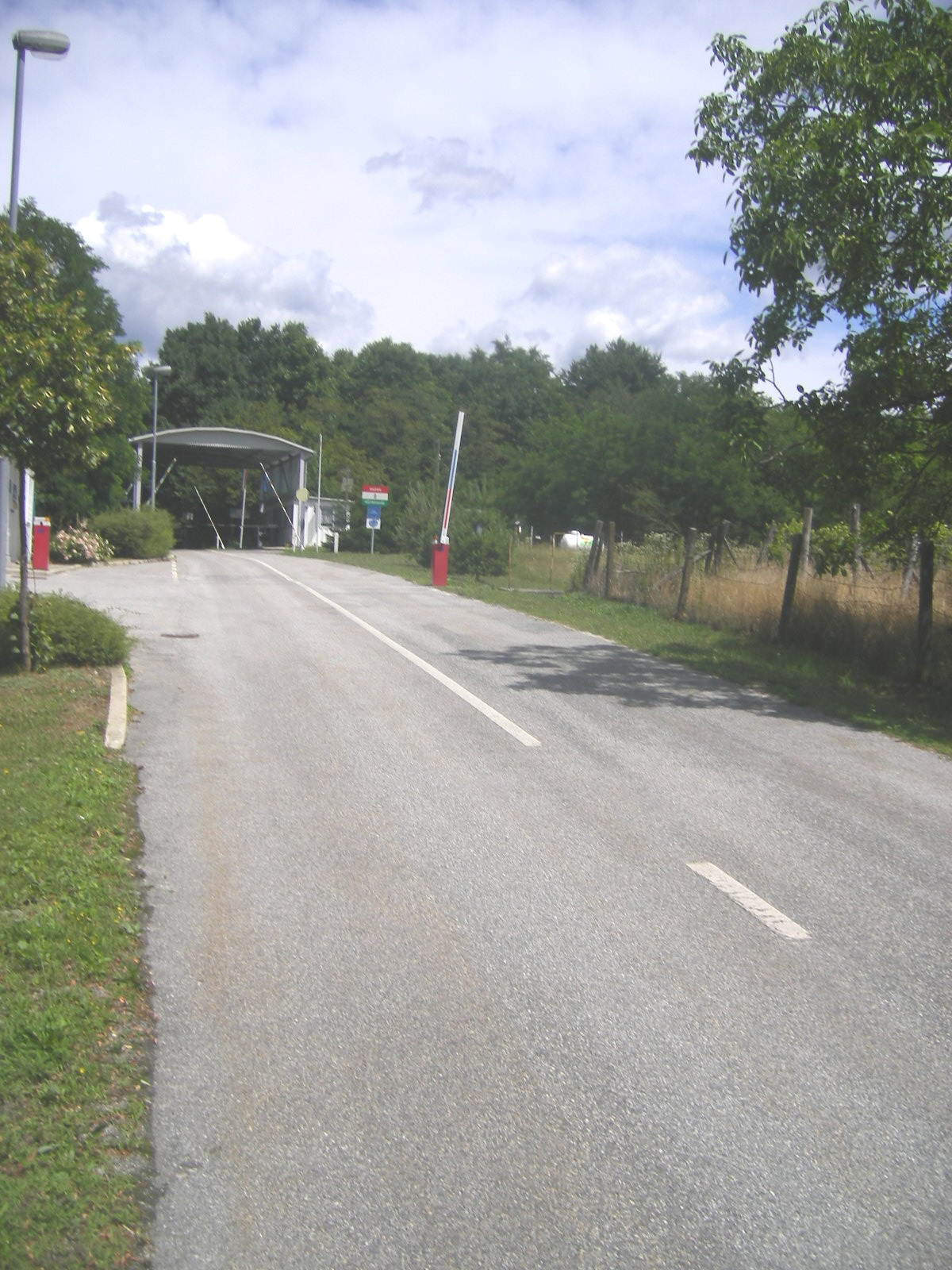
A még működő Magyarszombatfa (HU) – Pártosfalva (SI) határátkelőhely 2007-ben

1. Bajánsenye – Őrihodos: 25-ös számú Bajánsenye–Zalaegerszeg–Ukk–Boba-vasútvonal

### Magyarország – Horvátország
Közúti határátkelők
| Határátkelő   | Szomszédos település         | Átkelő típusa                          | Nyitás éve                                       | Nyitva (0-24) | Megjegyzés |
| ------------- | ---------------------------- | -------------------------------------- | ------------------------------------------------ | ------------- | --- |
| Letenye       | Muracsány, Muraköz megye (M) | M7 autópálya – A4 autópálya, E65, E71  | 2008. október 22.                                | *             | autópálya határátkelőhely a Zrínyi Miklós híddal |
| Berzence      | Góla                         | közút                                  |                                                  | *             | |
| Barcs         | Trézenföld                   | 6-os főút                              |                                                  | *             | |
| Drávaszabolcs | Alsómiholjác                 | 58-as főút                             |                                                  | *             | |
| Beremend      | Petárda, Baranya, (B)        | közút                                  | 1965-ben ideiglenesen, majd 1999. december 15-én | *             | 1999-2004 között 7-19 óra között nyitva, azóta 0-24 óráig, csak személygépjármű és autóbusz. Teherjármű áruforgalom ellenőrzése az illetékes határforgalom-ellenőrző szervek által kiadott egyedi engedély alapján. |
| Udvar         | Dályok (Duboševica) (B)      | 56-os főút, E73                        |                                                  | *             | |
| Ivándárda     | Baranyavár (B)               | M6-os autópálya – A5-ös autópálya, E73 |                                                  | *             | Tervezett autópálya |

Vasúti határátkelők
1. Murakeresztúr – Kotor
2. Gyékényes – Kapronca
3. Magyarbóly – Pélmonostor

Folyami határátkelők
1. Mohács

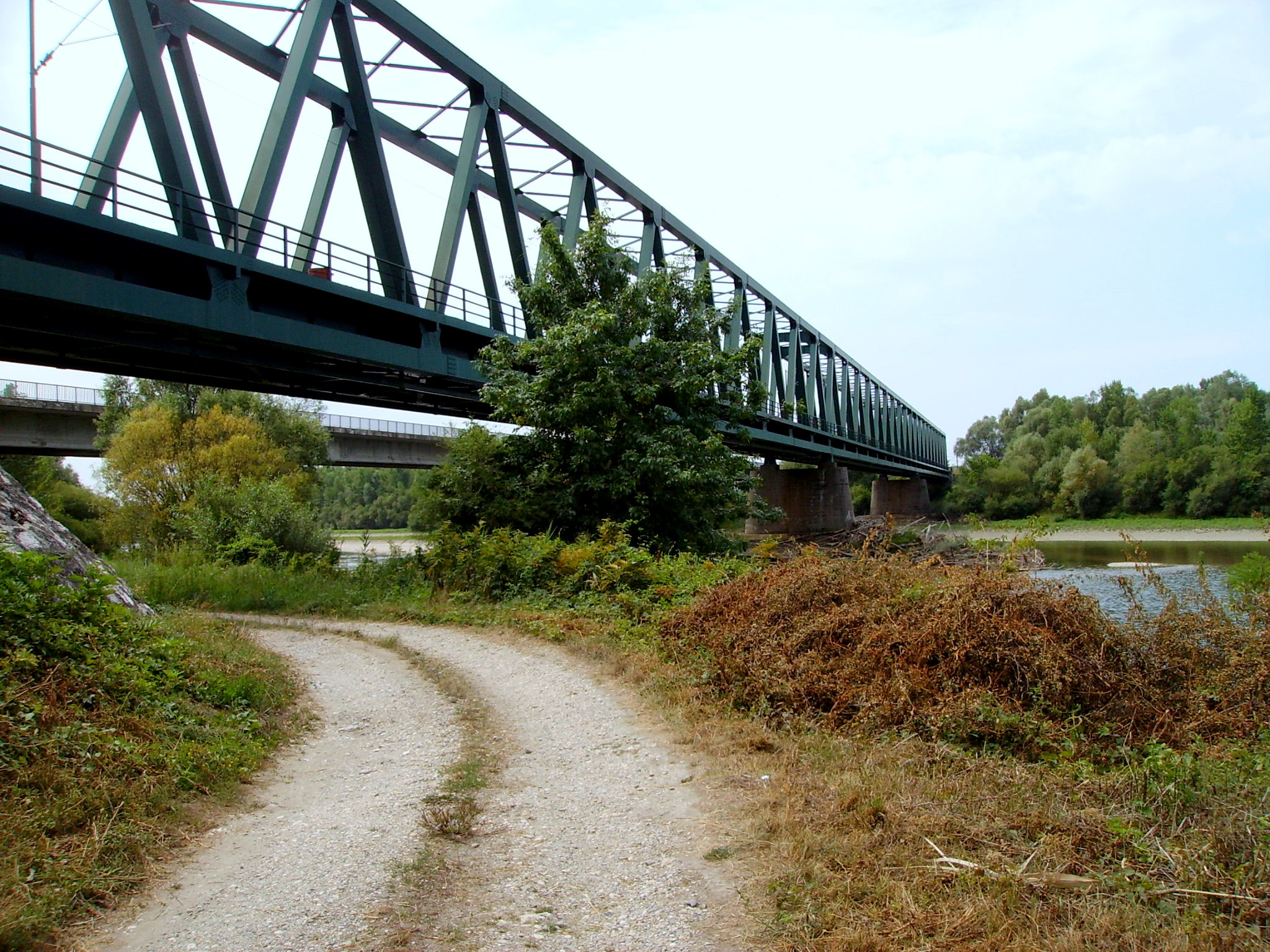
A gyékényesi vasúti híd magyar oldalról

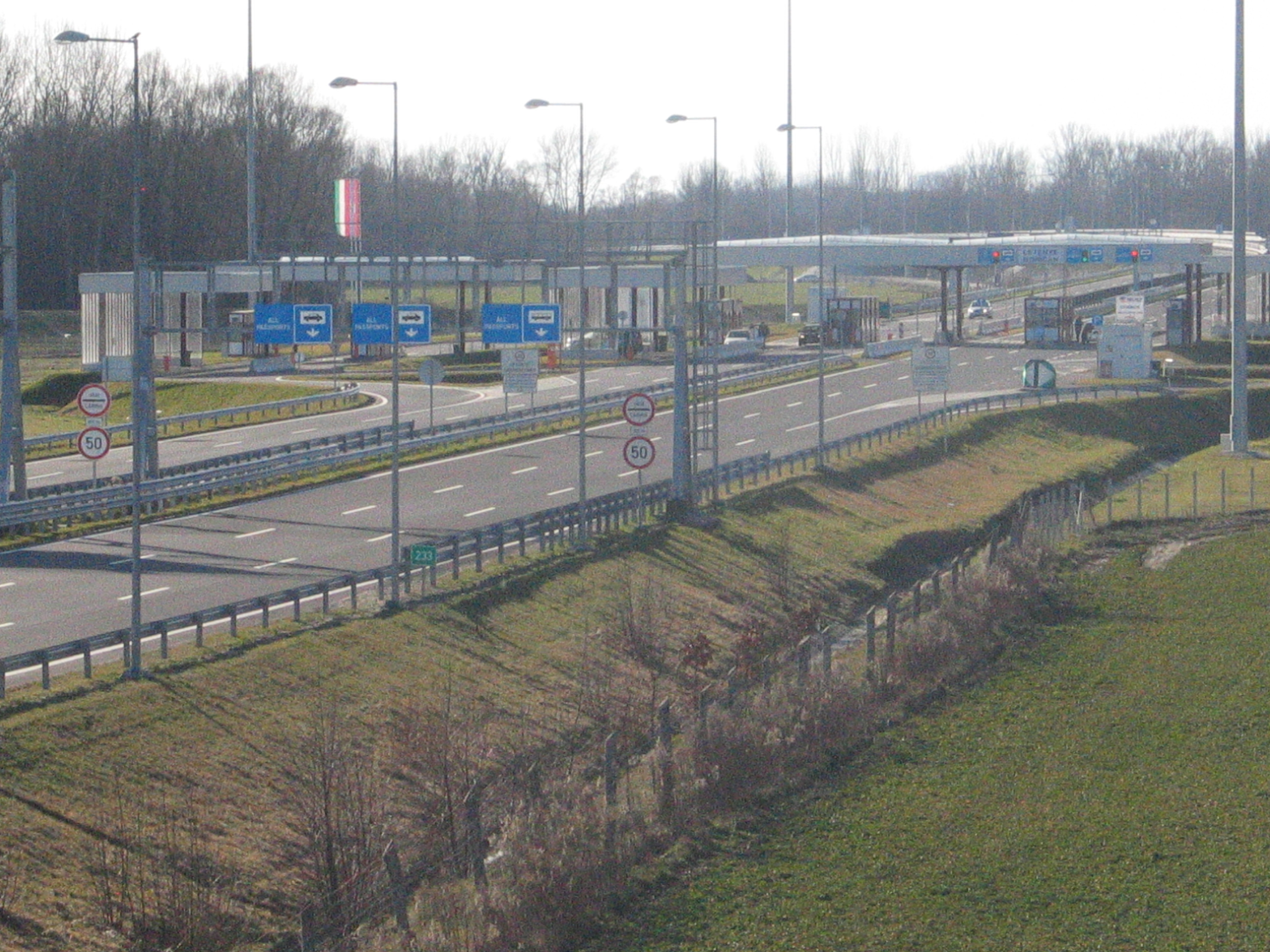
A letenyei közúti határátkelő az M7-esen

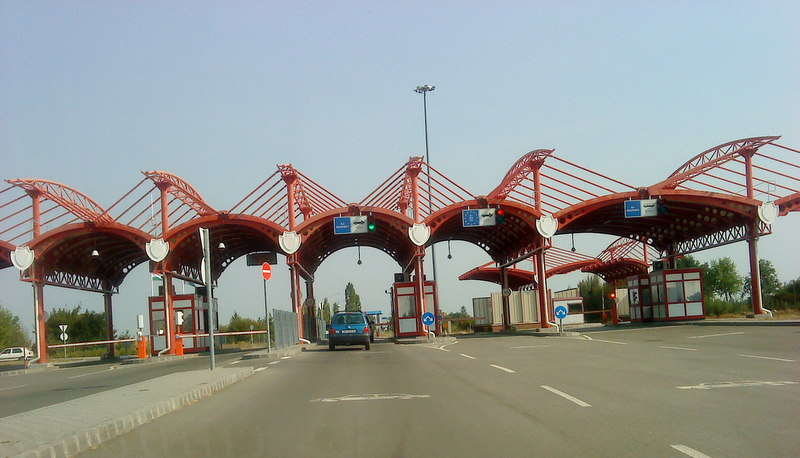
A beremendi közúti határátkelő

2. Vejti: 2014-ig vízi átkelőt létesítenek Horvátország felé, ennek keretében a határig tartó utat 850 millió forintból felújítják.[11]

### Magyarország – Románia
Közúti határátkelők

| Határátkelő        | Szomszédos település            | Átkelő típusa                           | Nyitás éve | Nyitva (0-24)                                                 | Megjegyzés                                                                                    |
| ------------------ | ------------------------------- | --------------------------------------- | ---------- | ------------------------------------------------------------- | --------------------------------------------------------------------------------------------- |
| Garbolc            | Szárazberek, Szatmár megye (Sz) | közút                                   | 2025       | Megnyílt a Schengeni egyezmény életbalépésével 2025.01.01-től | 2013 októberében adták át                                                                     |
| Zajta              | Nagypeleske                     | közút                                   | 2025       | Megnyílt a Schengeni egyezmény életbalépésével 2025.01.01-től |                                                                                               |
| Csengersima        | Pete, Szatmár megye (Sz)        | 49-es főút                              | 1979       | *                                                             |                                                                                               |
| Vállaj             | Csanálos (Sz)                   | közút                                   | 2003       | *                                                             |                                                                                               |
| Ömböly             | Horea (Sz)                      | közút                                   | 2025       | *                                                             | Elkészült 2014. szeptember 21., megnyílt a Schengeni egyezmény életbalépésével 2025.01.01-től |
| Nyírábrány         | Érmihályfalva, Bihar megye (B)  | 48-as főút                              | 2000       | *                                                             | csak személygépjármű és autóbusz                                                              |
| Bagamér            | Érkenéz                         | közút                                   | 2025       | Megnyílt a Schengeni egyezmény életbalépésével 2025.01.01-től |                                                                                               |
| Létavértes         | Székelyhíd (B)                  | közút                                   | 2004       | *                                                             | csak személygépjármű és legfeljebb 7,5 össztömegű tehergépkocsi                               |
| Pocsaj             | Biharfélegyháza                 | közút                                   | 2025       | Megnyílt a Schengeni egyezmény életbalépésével 2025.01.01-től |                                                                                               |
| Nagykereki         | Bors II (B)                     | M4-es autópálya – A3-as autópálya (E60) | 2020       | *                                                             |                                                                                               |
| Ártánd             | Bors (B)                        | 42-es főút, (E60)                       |            | *                                                             |                                                                                               |
| Körösnagyharsány   | Körösszeg (B)                   | közút                                   | 2025       | megnyílt a Schengeni egyezmény életbalépésével 2025.01.01-től |                                                                                               |
| Méhkerék           | Nagyszalonta (B)                | közút                                   |            | *                                                             | csak 3,5 t-ig                                                                                 |
| Gyula (Dénesmajor) | Feketegyarmat                   | közút                                   | 2025       | megnyílt a Schengeni egyezmény életbalépésével 2025.01.01-től |                                                                                               |
| Gyula              | Gyulavarsánd (B)                | 44-es főút                              |            | *                                                             |                                                                                               |
| Elek               | Ottlaka                         | közút                                   | 2025       | megnyílt a Schengeni egyezmény életbalépésével 2025.01.01-től |                                                                                               |
| Dombegyház         | Kisvarjaspuszta, Arad megye (A) | közút                                   | 2025       | megnyílt a Schengeni egyezmény életbalépésével 2025.01.01-től | Ideiglenes rendü megnyitás: 2013. december 11.                                                |
| Battonya           | Tornya (A)                      | közút                                   | 1995       | *                                                             | csak 7,5 t-ig                                                                                 |
| Csanádpalota       | Nagylak                         | közút                                   | 2025       | megnyílt a Schengeni egyezmény életbalépésével 2025.01.01-től |                                                                                               |
| Nagylak            | Nagylak II (A)                  | 43-as főút                              | 1968       | *                                                             |                                                                                               |
| Nagylak            | Nagylak (A)                     | M43-as autópálya – A1 autópálya (E68)   | 2015       | *                                                             | 2015 júliusban adták át                                                                       |
| Kiszombor          | Nagycsanád, (Temes megye)       | közút                                   | 2000       | *                                                             | csak 7,5 t-ig                                                                                 |
| Kübekháza          | Óbéba, (Temes megye)            | közút                                   |            | *                                                             | Tervezett közút                                                                               |

Vasúti határátkelők
1. Tiborszállás – Nagykároly
2. Nyírábrány – Érmihályfalva

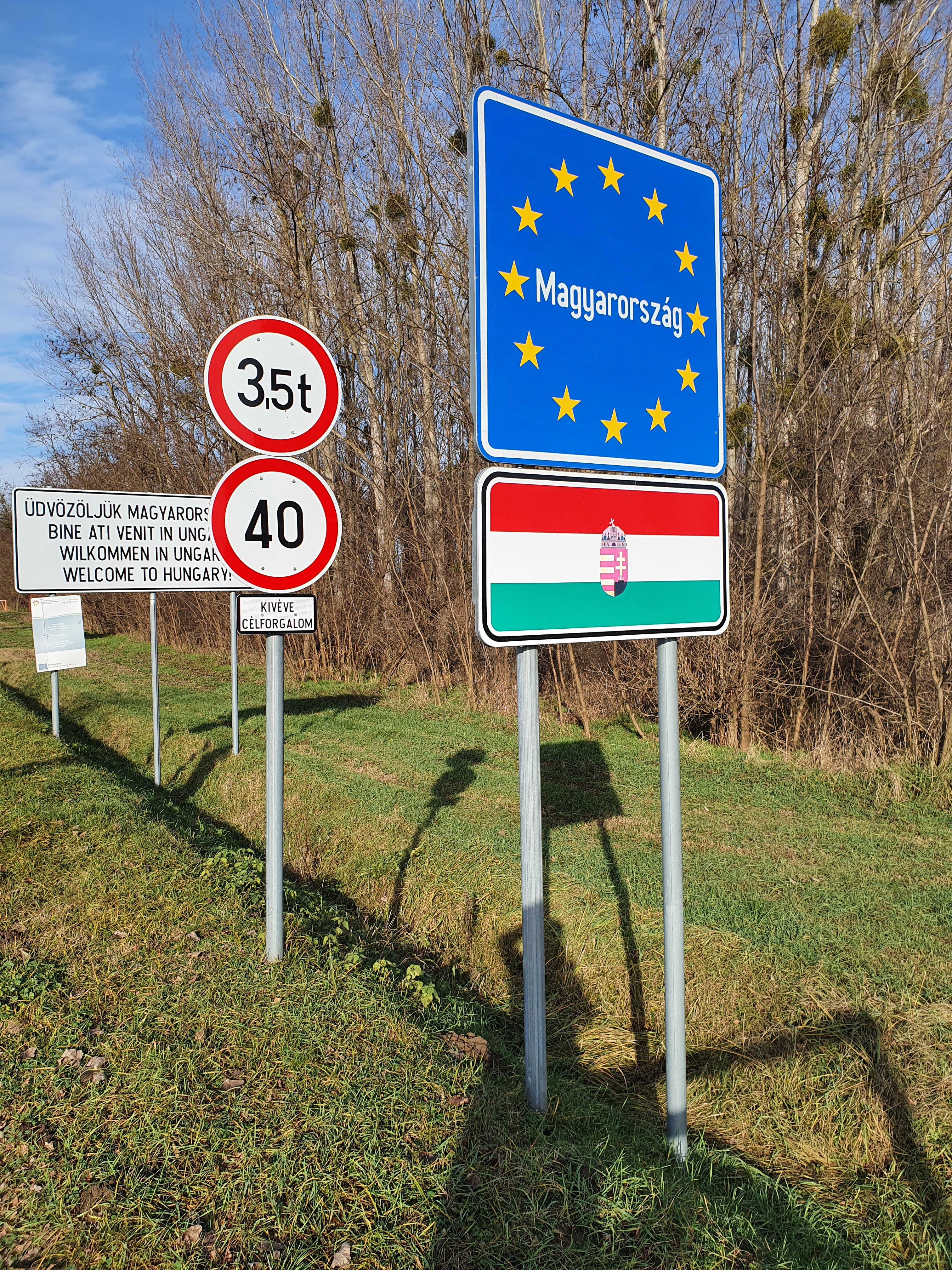
Az Ömböly és Károlypuszta közötti országhatár magyar oldalán található köszöntő jelzőtáblák – forgalomba helyezése Románia schengeni csatlakozását követően fog megtörténni

3. Biharkeresztes – Biharpüspöki - (Nagyvárad)
4. Kötegyán – Nagyszalonta
5. Lőkösháza – Kürtös - (Arad)

## A Schengeni övezet külső határán (határellenőrzéssel)

### Magyarország – Szerbia

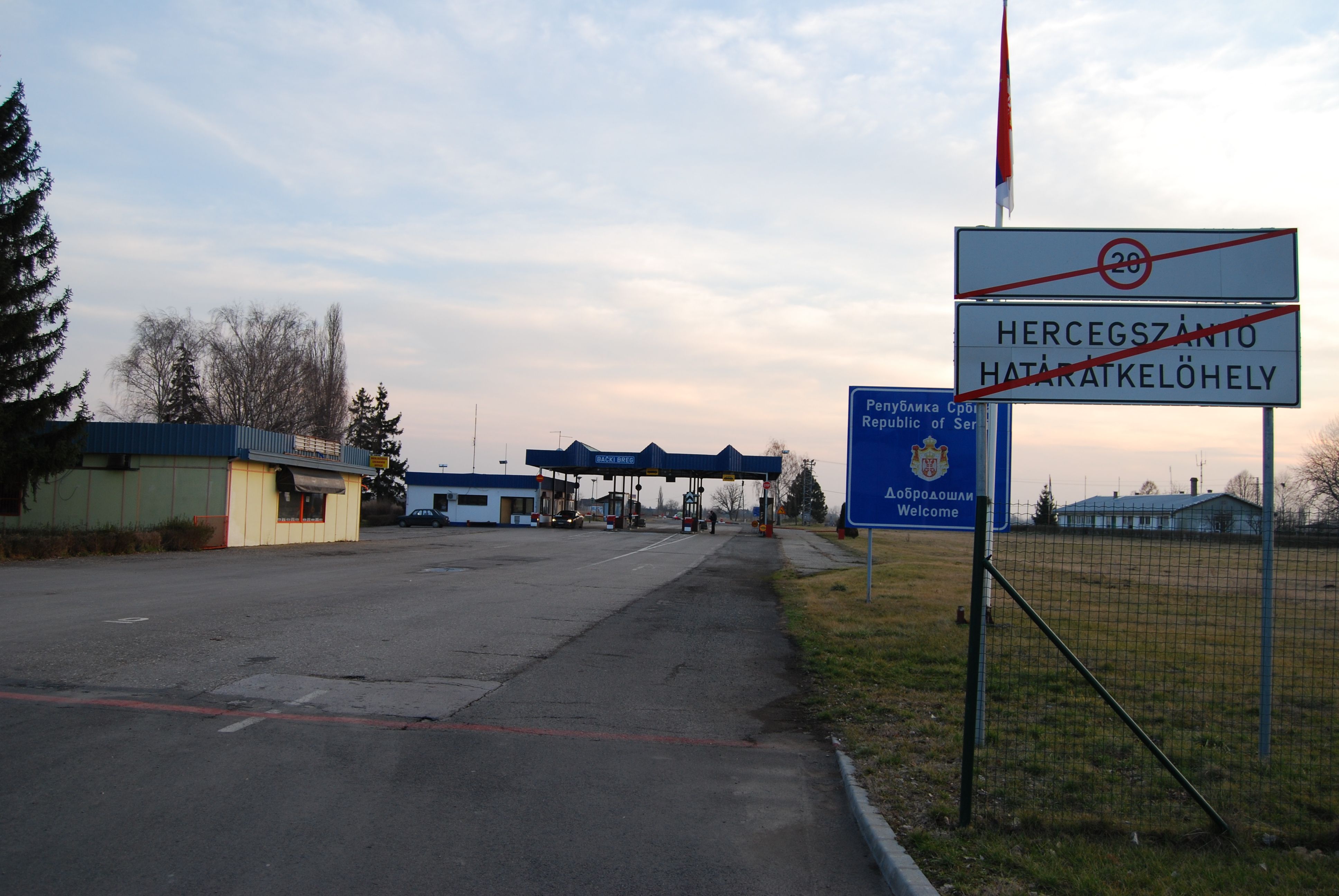
Közúti határátkelő Hercegszántó és Béreg között

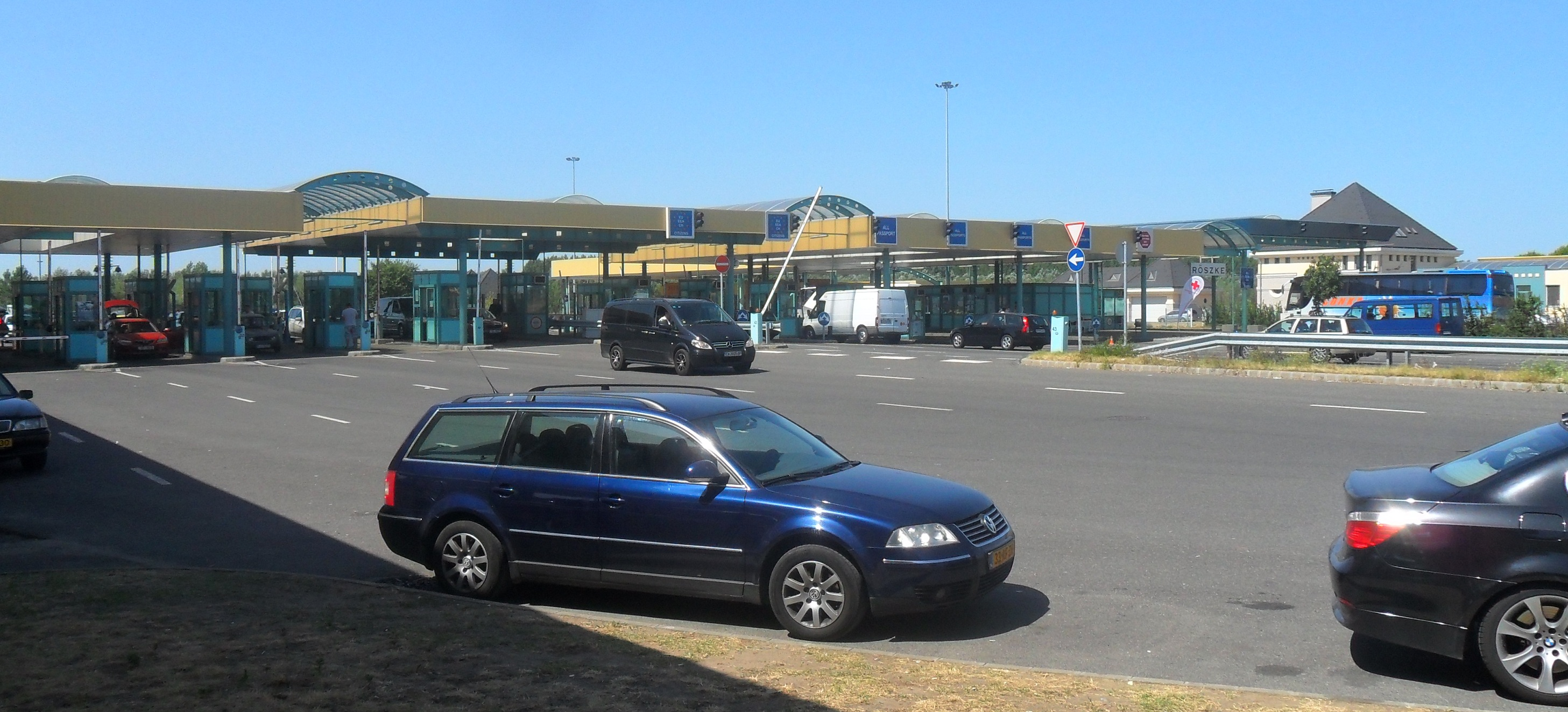
A Röszke és Horgos közötti közúti határátkelő

Közúti határátkelők
| Határátkelő     | Szomszédos település | Átkelő típusa                     | Nyitás ideje      | Nyitva (0-24) | Megjegyzés                                                           |
| --------------- | -------------------- | --------------------------------- | ----------------- | ------------- | -------------------------------------------------------------------- |
| Hercegszántó    | Béreg, Vajdaság (V)  | 51-es főút                        |                   | *             | csak személyforgalom, autóbuszt beleértve                            |
| Bácsszentgyörgy | Hadikfalva (V)       | közút                             | 2018. április 3.  | *             | szerb, EU-s, svájci, EGT-s közúti személyforgalom (kivéve autóbusz)) |
| Bácsalmás       | Bajmok (V)           | közút                             |                   | 07-19         | szerb, EU-s, svájci, EGT-s közúti személyforgalom (kivéve autóbusz)  |
| Tompa           | Alsókelebia (V)      | 53-as főút                        |                   | *             |                                                                      |
| Ásotthalom      | Királyhalom (V)      | közút                             | 2013. május 16.   | 07-19         | szerb, EU-s, svájci, EGT-s közúti személyforgalom (kivéve autóbusz)  |
| Röszke          | Horgos (V)           | M5-ös autópálya - A1-es autópálya |                   | *             |                                                                      |
| Röszke          | Horgos (V)           | 5-ös főút - 100-as főút           | 05-23             | *             |                                                                      |
| Tiszasziget     | Gyála (V)            | közút                             |                   | 07-19         | szerb, EU-s, svájci, EGT-s közúti személyforgalom (kivéve autóbusz)) |
| Kübekháza       | Rábé                 | közút                             | 2019. október 11. | 07-19         | szerb, EU-s, svájci, EGT-s közúti személyforgalom (kivéve autóbusz)) |

Vasúti határátkelők
1. Kelebia – Szabadka
2. Röszke – Horgos

### Magyarország – Ukrajna
Közúti határátkelők
| Határátkelő | Szomszédos település | Átkelő típusa               | Nyitás éve | Nyitva (0-24) | Megjegyzés           |
| ----------- | -------------------- | --------------------------- | ---------- | ------------- | -------------------- |
| Záhony      | Csap, Kárpátalja (K) | 4-es főút E573 (európai út) |            | *             |                      |
| Lónya       | Kisharangláb (K)     | közút                       |            | 8-16          | csak személygépjármű |
| Barabás     | Mezőkaszony (K)      | közút                       |            | 7-19          | csak személygépjármű |
| Beregsurány | Asztély (K)          | 41-es főút                  |            | *             | csak személygépjármű |
| Tiszabecs   | Tiszaújlak (K)       | 491-es főút                 | 1989       | *             | csak személygépjármű |

Vasúti határátkelők
1. Záhony – Csap

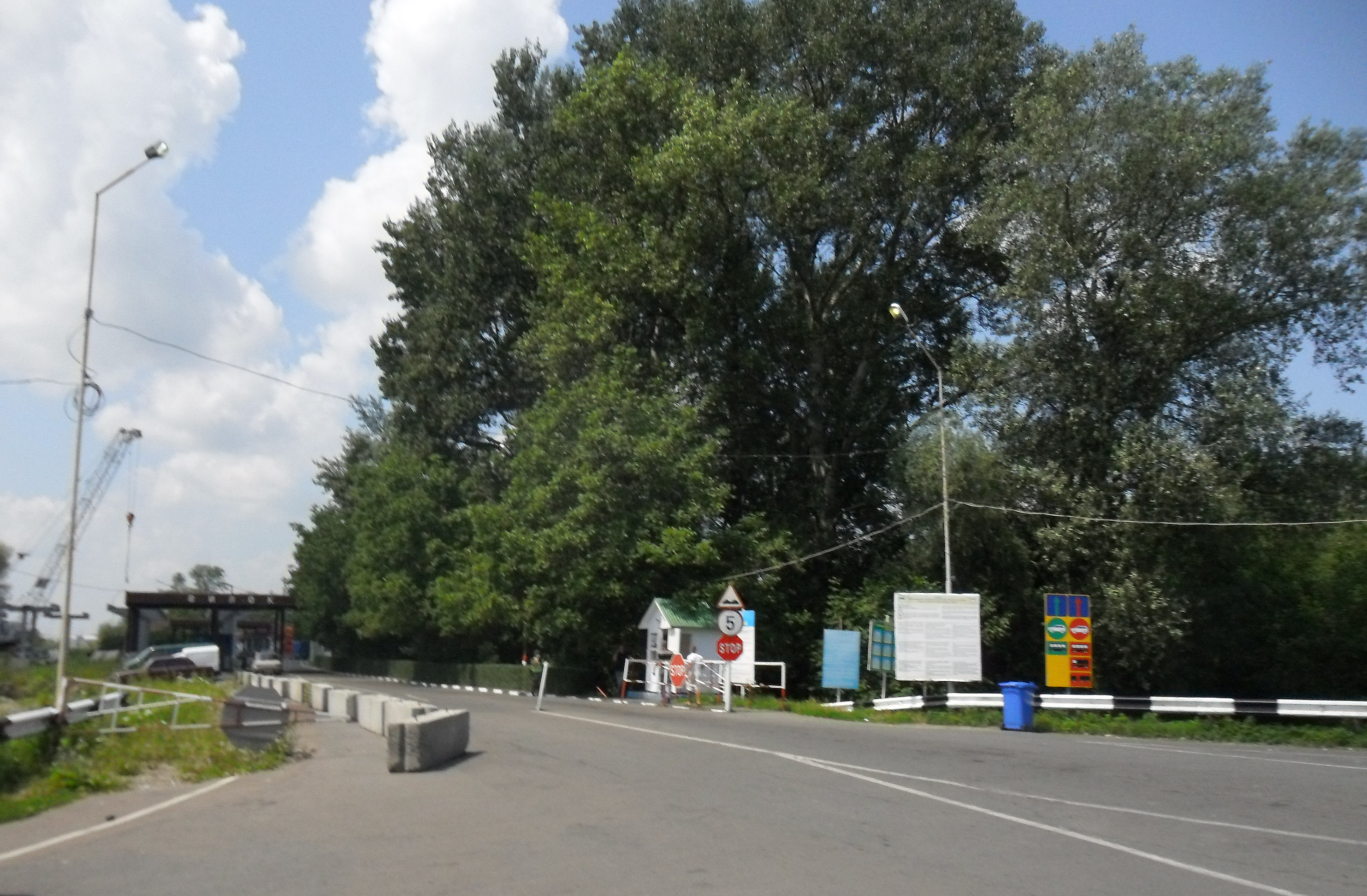
Határállomás Tiszabecs-Tiszaújlak között a 491-es főúton

2. Tiszaszentmárton – Szalóka (csak teherforgalom számára fenntartott híd)

## Magyarország - Egyéb
- Budapest Liszt Ferenc nemzetközi repülőtér
- Debreceni nemzetközi repülőtér